# La Légende de Jimmy
Cet article concerne la comédie musicale. Pour la chanson, voir La Légende de Jimmy (chanson).
La Légende de Jimmy est le deuxième opéra rock de Michel Berger et Luc Plamondon, après Starmania, une œuvre dont la création remonte à la fin des années 1970 et qui avait marqué son époque.
La Légende de Jimmy est présenté en 1990 au théâtre Mogador à Paris dans une mise en scène de Jérôme Savary.  Il a été remonté en 1992 à Montréal et en 1993 à Essen en Allemagne. Succès d'estime, l'œuvre n'a cependant pas l'impact de Starmania.  
Le titre est aussi celui d'une chanson du spectacle, interprétée par Diane Tell dans sa version d'origine.
La Légende de Jimmy est l'avant-dernière œuvre de Michel Berger.  Il produira ensuite le disque Double Jeu de France Gall avant de mourir prématurément en août 1992 à l'âge de 44 ans.

## Synopsis
Le cimetière de Fairmount, dans l'Indiana, est un lieu de pèlerinage pour les admirateurs de James Dean. Un teenager et une groupie se rencontrent devant la tombe du célèbre acteur. Le teenager est surnommé Jimmy par ses amis, car il ressemble et s'identifie à James Dean. Virginie, la groupie, pleure son idole dont elle ne peut accepter la mort et dont elle reste désespérément amoureuse.
Les deux jeunes gens assistent à un spectacle étrange : deux fantômes apparaissent au cours de cette nuit qui les marquera définitivement. Le Révérend J.W. (le Clergyman) a été une sorte de second père pour James Dean et lui a beaucoup appris au cours de son adolescence. Angelica, la Diva, est une étoile oubliée d'Hollywood qui a vécu une folle histoire d'amour vouée à l'échec avec James Dean. Elle n'a jamais pu se remettre de la fin de sa relation avec lui. Les deux fantômes évoquent leurs souvenirs et leurs regrets à propos de cet éternel rebelle.
Le teenager et la groupie voient alors se dérouler le film de la vie de James Dean devant eux : la mort de la mère du petit Jimmy, son arrivée à Hollywood, ses histoires d'amour, son accident tragique... Au petit jour, lorsque la légende de Jimmy s'achève, les deux jeunes gens se retrouvent seuls et décident d'oublier leurs fantasmes d'adolescents et de s'aimer enfin pour eux-mêmes.

## Montage du projet
1988 : Michel Berger et Luc Plamondon n'ont pas participé à un nouveau projet de spectacle commun depuis le succès de la première version de Starmania en 1978-1979. Ils éprouvent pourtant tous les deux le besoin de se retrouver. C'est au moment de la création de la nouvelle version de Starmania, dont ils assurent eux-mêmes la mise en scène au Théâtre Marigny, que le parolier et le musicien se lancent dans une autre aventure. Le thème est l'univers du légendaire et fascinant James Dean.
La préparation du spectacle prendra deux ans. Michel Berger et Luc Plamondon ont appris que Jérôme Savary avait vu et apprécié la dernière mouture de Starmania. L'estime réciproque qui existe entre ces trois créateurs fait que Jérôme Savary mettra en scène l'opéra-rock La Légende de Jimmy (avant de participer avec Diane Tell à un autre spectacle musical Marilyn Montreuil en 1991).
Mais en 1990, l'enregistrement et les répétitions prennent du retard. Un véritable contre-la-montre est engagé, ce qui provoque parfois des tensions vite dissipées. L'œuvre est composée au fur et à mesure de la préparation du spectacle. Quelques jours avant la première, des éléments sont encore ajoutés. Il arrive aussi que les essais des interprètes soient enregistrés à leur insu. Renaud Hantson, Nanette Workman - deux anciens interprètes de Starmania - Diane Tell et le comédien-chanteur Tom Novembre forment la distribution.

## Mogador
Le spectacle est enfin à l'affiche au théâtre Mogador à Paris en septembre 1990. Mais cette œuvre naît dans une période trouble, celle de la Guerre du Golfe. À ce moment précis, les menaces d'attentats terroristes perturbent la vie parisienne et le public hésite à fréquenter les salles de spectacles, cibles potentielles.
Au bout de cinq mois, La Légende de Jimmy quitte la scène parisienne en février 1991. Elle ne rencontre pas le succès de Starmania, ce qui affecte les deux auteurs. Michel Berger et Luc Plamondon s'étaient investis très fortement dans ce projet qu'ils considéraient comme leur œuvre maîtresse.

## Québec
C'est deux ans après la production du Théâtre Mogador, et quelques mois après la mort de Michel Berger, que La Légende de Jimmy est monté au Québec, d'abord à Montréal en novembre 1992, puis dans la ville de Québec en janvier 1993.  La mise-en-scène est encore celle de Jérôme Savary, mais la distribution est entièrement constitué d'artistes québécois.  Seule Nanette Workman reprend son rôle.

## La Légendeaujourd'hui
La Légende de Jimmy n'a toujours pas été reprise en France, hormis par des troupes amateurs. Cependant, le spectacle a été créé en 1993 en Allemagne, à Essen. Il a d'ailleurs remporté le prix du meilleur spectacle de théâtre musical à l'International Musical Awards Germany (IMAGE) en 1996. Il a été de nouveau monté dans ce pays au cours de la saison 1999-2000. Il existe un enregistrement studio de cette version allemande sous le titre de Jimmy Dean.

## Distribution

### Distributionparisienneen 1990
- Renaud Hantson : le teenager
- Tom Novembre : le clergyman
- Diane Tell : la groupie
- Nanette Workman : la diva

### Distributionmontréalaiseen 1992
- Bruno Pelletier : le teenager
- Yves Jacques : le clergyman
- Luce Dufault : la groupie
- Nanette Workman : la diva
- Germain Larochelle : l'enfant

## Récompenses

### Certifications
| Année | Album               | Certification | Pays/Association | Ventes/Équivalence |
| ----- | ------------------- | ------------- | ---------------- | ------------------ |
| 2001  | La légende de Jimmy | or            | France (SNEP)    | 100 000            |